# ریشار آنکونینا
ریشار آنکونینا (فرانسوی: Richard Anconina‎؛ زادهٔ ۲۸ ژانویهٔ ۱۹۵۳) یک هنرپیشه اهل فرانسه است.
از فیلم‌ها یا برنامه‌های تلویزیونی که وی در آن نقش داشته است می‌توان به پلیس اشاره کرد.